# Orazione nell'orto (Pontormo)

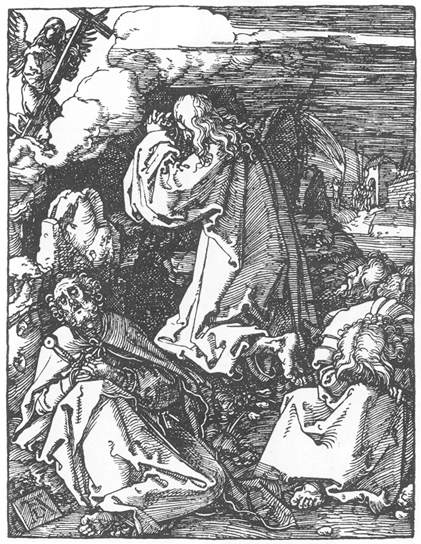
Dürer, Orazione nell'Orto, 1511

L'Orazione nell'orto è un affresco staccato (300×290 cm) di Pontormo, databile al 1523-1525 circa e conservato nella Certosa del Galluzzo presso Firenze. Con le altre quattro lunette del ciclo delle Storie della Passione decorava il chiostro della Certosa; oggi sono tutte staccate e conservate in un ambiente chiuso del monastero.

## Storia
Nel 1523, per sfuggire a un focolaio di peste, Pontormo se ne andò da Firenze approdando, accompagnato dal solo allievo prediletto Bronzino, alla Certosa (circa 6 km dal centro cittadino), dove venne accolto dai monaci, lavorando per loro fino al 1527.
Il primo compito che gli venne affidato fu quello di affrescare alcune lunette del chiostro con scene della Passione di Cristo, in tutto cinque. Le opere, ispirate in maniera più o meno diretta alle xilografie della Piccola Passione di Dürer, vennero criticate da Vasari, che gli rimproverò di aver abbracciato la "maniera tedesca", vista particolarmente di cattivo occhio nella piena controriforma (periodo in cui scriveva lo storico aretino), quale veicolo di idee luterane.
Le lunette, molto danneggiate dall'esposizione all'aperto, vennero staccate nel Novecento e ricoverate all'interno del monastero, in una sala del cosiddetto "palazzo Acciaiuoli". 

## Descrizione e stile
La lunetta dell'Orazione nell'orto è molto danneggiata. Completamente perduti appaiono ad esempio gli effetti notturni ammirati da Vasari. Nello sfondo si distinguono i profili di un paese, mentre in primo piano Gesù è inginocchiato verso sinistra, circondato da tre apostoli (da sinistra Giacomo, Giovanni e Pietro) addormentati e con il gruppo di armigeri che, guidato da Giuda Iscariota, sta giungendo da destra. Alla cinta dell'apostolo traditore pende, con evidenza, la borsa coi denari. 
La metà sinistra dell'affresco appare quindi dominata da un senso di silenzio, con gli apostoli composti su direttrici diverse, mentre la destra  è più dinamica e affollata. 
In generale le influenze nordiche si manifestano nei profili allungati e nell'abbigliamento dei personaggi, nonché nel senso drammatica degli eventi: grazie a tali ricerche l'artista scioglieva tutti i legami con la tradizione fiorentina, arrivando a una nuova e liberissima sintesi formale.